# اساک اوونز
اساک اوونز (انگلیسی: Isaac Owens؛ ۱۸۸۱ – ۱۹۱۶ (۳۵ سال)) بازیکن فوتبال بود.
از باشگاه‌هایی که در آن بازی کرده‌است می‌توان به باشگاه فوتبال کریستال پالاس اشاره کرد.